# Đậu khấu Bến En
Đậu khấu Bến En hay nhục đậu khấu Vân Nam (danh pháp khoa học: Myristica yunnanensis) là một loài thực vật thuộc họ Myristicaceae. Loài này có mặt tại miền Nam Trung Quốc, miền bắc Thái Lan và tại Việt Nam (vườn quốc gia Bến En, tỉnh Thanh Hóa). Chúng hiện đang bị đe dọa vì mất môi trường sống.